# Beaumont-en-Beine
Beaumont-en-Beine ist eine französische Gemeinde mit 172 Einwohnern (Stand: 1. Januar 2022) im Département Aisne in der Region Hauts-de-France; sie gehört zum Arrondissement Laon, zum Kanton Chauny und zum Gemeindeverband Chauny-Tergnier-La Fère. Die Bewohner werden Beaumontois und Beaumontoises genannt.

## Geografie
Die Gemeinde Beaumont-en-Beine liegt an der Grenze zu den Départements Oise und Somme, 22 Kilometer südwestlich von Saint-Quentin. Im äußersten Südosten von Beaumont-en-Beine berührt die obere Verse das Gemeindegebiet. Umgeben ist Beaumont-en-Beine von den Nachbargemeinden Sommette-Eaucourt im Norden, Cugny im Nordosten und Osten La Neuville-en-Beine und Ugny-le-Gay (Berührungspunkt) im Südosten, Guivry im Süden, Villeselve im Westen sowie Brouchy im Nordwesten.

## Bevölkerungsentwicklung
| Jahr                       | 1962 | 1968 | 1975 | 1982 | 1990 | 1999 | 2006 | 2012 | 2021 |
| Einwohner                  | 148  | 127  | 128  | 157  | 138  | 137  | 149  | 170  | 176  |
| Quellen: Cassini und INSEE |      |      |      |      |      |      |      |      |      |

## Sehenswürdigkeiten
- Kirche der Geburt der Heiligen Jungfrau (Église de la Nativité-de-la-Sainte-Vierge)

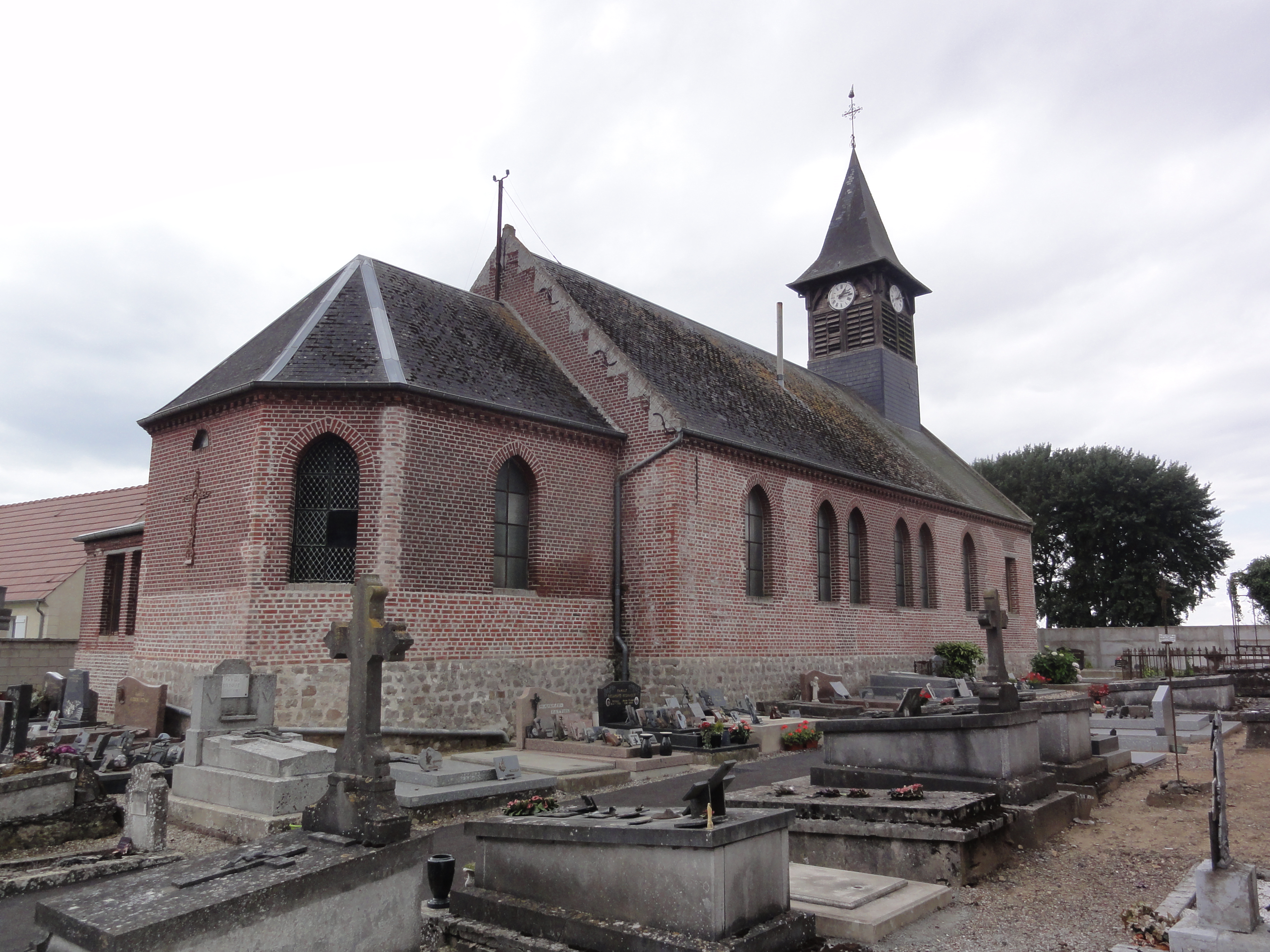
Église de la Nativité-de-la-Sainte-Vierge
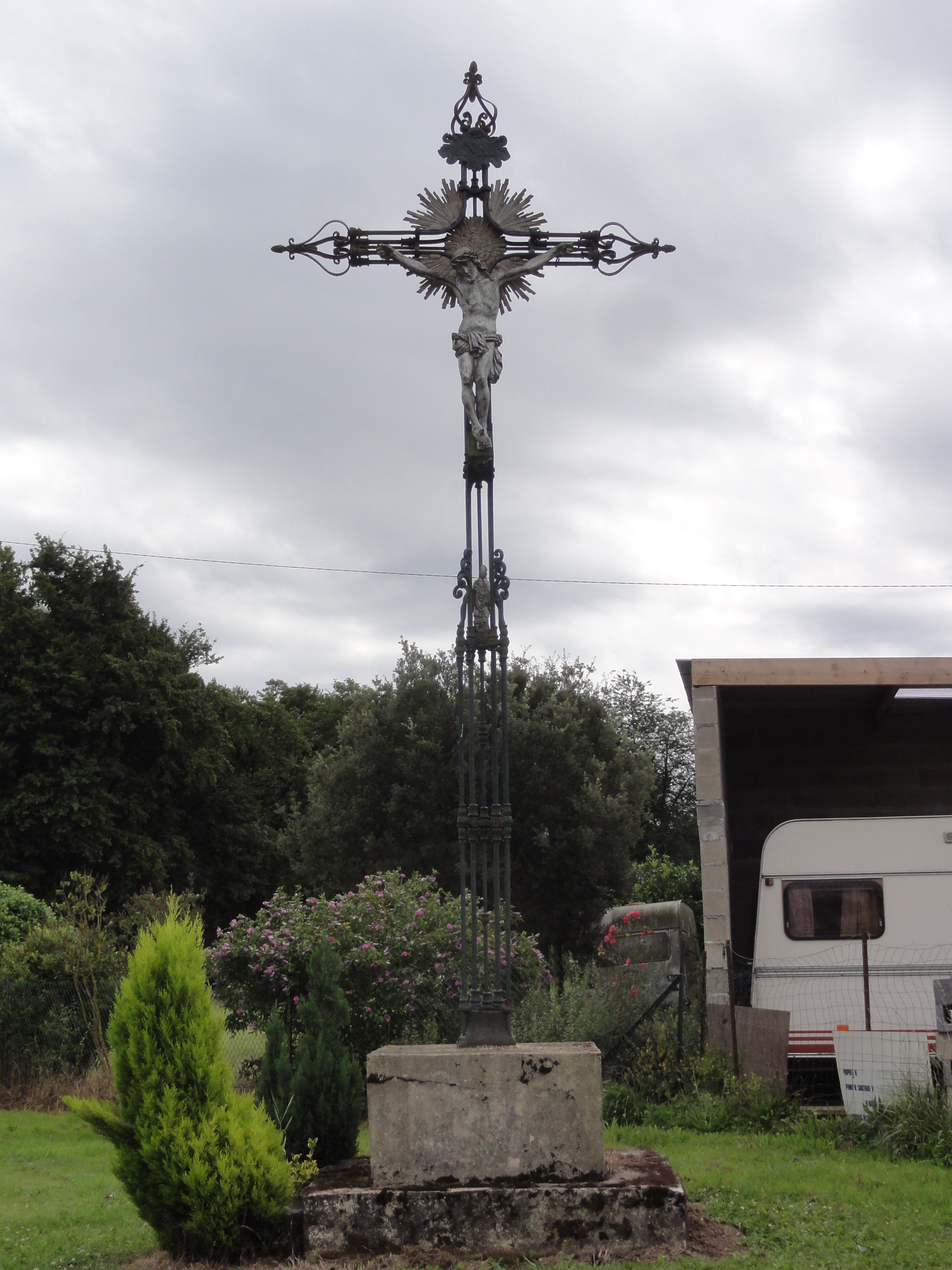
Wegkreuz
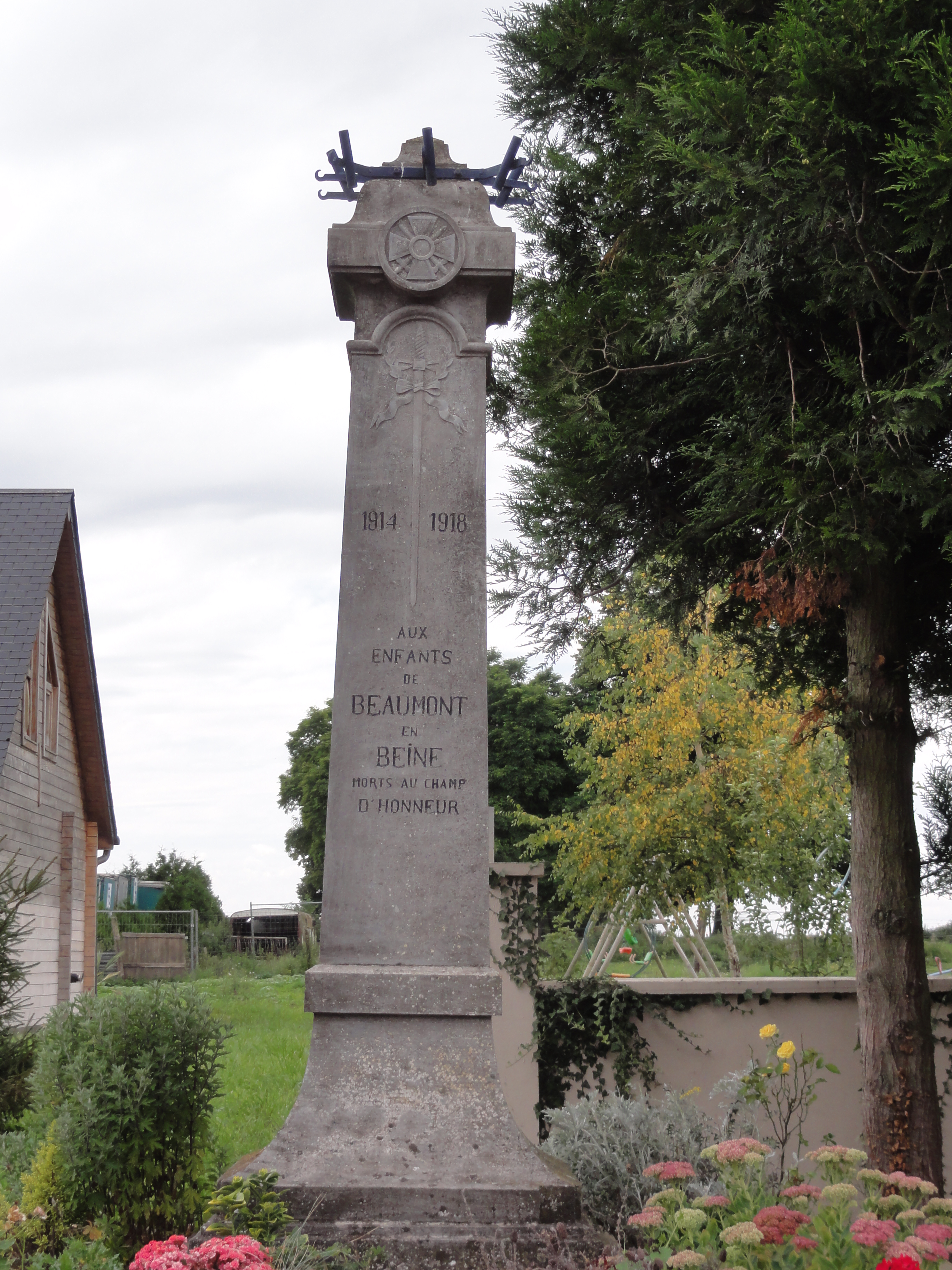
Gefallenendenkmal